# Outcast (1.ª temporada)
A primeira temporada de Outcast foi anunciada pelo Cinemax em 25 de julho de 2014. Chris Black é o showrunner e produtor executivo. A primeira temporada estreou em 3 de junho de 2016.

## Elenco e personagens

### Principal
- Patrick Fugit como Kyle Barnes
- Philip Glenister como John Anderson
- Wrenn Schmidt como Megan Holter
- Reg E. Cathey como Byron Giles
- Kate Lyn Sheil como Allison Barnes
- Brent Spiner como Sidney
- Julia Crockett como Sarah Barnes
- David Denman como Mark Holter

### Recorrente
- Madeleine McGraw como Amber Barnes
- Callie McClincy como Holly Holter
- C. J. Hoff como Aaron MacCready
- Melinda McGraw como Patricia MacCready
- Pete Burris como Lenny Ogden
- Debra Christofferson como Kat Ogden
- Willie C. Carpenter como Norville Grant
- Scott Porter como Donnie Hamel

## Produção
A emissora Cinemax confirmou a primeira temporada de Outcast em 25 de julho de 2014. Chris Black é o showrunner e produtor executivo, e já temos alguns atores confirmados para o elenco. Dentre eles estão o ator Philip Glenister que interpretará Reverendo Anderson, e Wrenn Schmidt que interpretará Megan Holter.
Brent Spiner que interpreta o misterioso Sidney foi anunciado no elenco principal logo depois.
A primeira temporada estreou em 3 de junho de 2016.

## Episódios
| N.º na série | N.º na temp. | Título                                                                       | Dirigido por   | Escrito por       | Exibição original    | Audiência (milhões) |
| --- | ------------ | ---------------------------------------------------------------------------- | -------------- | ----------------- | -------------------- | ------------------- |
| 1 | 1            | "A Darkness Surrounds Him" "(Uma Escuridão o Cerca)" (BR)                    | Adam Wingard   | Robert Kirkman    | 3 de junho de 2016   | 0.152               |
| Kyle Barnes, um jovem problemático e deprimido que tem enfrentado possessões demoníacas das quais o atormentaram por toda a sua vida, oferece sua ajuda para John Anderson, um reverendo local, que está lidando com Joshua Austin, um menino que começou a mostrar sinais de possessão e começou a aterrorizar sua família. No entanto, o estado de espírito de Kyle para lidar com a situação é questionável, pois lutou para se reajustar à vida normal depois de lidar com a possessão demoníaca de sua mãe ao longo de sua adolescência.                                          |              |                                                                              |                |                   |                      |                     |
| 2 | 2            | "(I Remember) When She Loved Me" "((Eu Lembro) De Quando Ela Me Amava)" (BR) | Howard Deutch  | Jeff Vlaming      | 10 de junho de 2016  | 0.193               |
| Kyle fica horrorizado ao descobrir o estado da casa de cuidados em que sua mãe está, e decide levá-la para casa para viver com ele—mas suas ações não passam despercebidas. Mark e Byron encontram uma caravana abandonada na floresta depois que um caçador encontra uma série de animais mutilados pregados em árvores. Kyle convence Megan a entregar um presente em seu nome no aniversário de Amber. O reverendo John Anderson recruta seu grupo para espalhar a palavra do Senhor, em uma tentativa de incentivar mais moradores a irem à igreja.                                |              |                                                                              |                |                   |                      |                     |
| 3 | 3            | "All Alone Now" "(Completamente Abandonado)" (BR)                            | Howard Deutch  | Chris Black       | 17 de junho de 2016  | 0.170               |
| Kyle e John Anderson se deparam com uma possessão incomum: um ex-policial, que, depois de ser possuído, estuprou e assassinou a esposa de seu parceiro. John Anderson tem certeza de que eles estão lidando com uma categoria diferente de demônio, mas Kyle não está convencido e continua pressionando a vítima para conseguir respostas. Enquanto isso, Mark convence Byron a deixá-lo coletar evidências potenciais da caravana abandonada. Megan fica assustada quando descobre que um velho conhecido, Donnie Hamel, está na cidade.                                             |              |                                                                              |                |                   |                      |                     |
| 4 | 4            | "A Wrath Unseen" "(Uma Ira Oculta)" (BR)                                     | Julius Ramsay  | Robert Kirkman    | 24 de junho de 2016  | 0.249               |
| John Anderson pede ajuda para Kyle quando parece que uma de seus paroquianos, Mildred, que, supostamente, se curou há dois anos, ainda mostra sinais de possessão demoníaca. Byron começa a suspeitar de que um amigo seu, Lenny, está envolvido no mistério da floresta depois que o relógio descoberto por Mark é identificado como um pertence dele. Mais tarde, Byron flagra Lenny incendiando a caravana. Megan confronta Donnie e o avisa para ficar longe dela e de sua família, mas, quando Mark descobre sua verdadeira identidade, decide agir de maneira drástica.          |              |                                                                              |                |                   |                      |                     |
| 5 | 5            | "The Road Before Us" "(A Estrada Diante de Nós)" (BR)                        | Craig Zobel    | Robin Veith       | 8 de julho de 2016   | 0.145               |
| John Anderson tenta convencer Kyle de que seus exorcismos funcionam, mas fica chocado ao descobrir que uma jovem de uma fazenda, que ele exorcizou há pouco mais de um ano, abandonou sua família e foi morar na rua. Byron questiona seu amigo, Lenny, sobre sua conexão com o misterioso campista na floresta, enquanto Mark descobre uma correspondência de DNA que liga à uma unha encontrada na cena do crime. Kyle se preocupa com sua esposa, Allison, mas, ao tentar explicar seus motivos, ela começa a questionar o que realmente aconteceu no dia em que eles se separaram. |              |                                                                              |                |                   |                      |                     |
| 6 | 6            | "From the Shadows It Watches" "(Das Sombras Ele Assiste)" (BR)               | Tricia Brock   | Joy Blake         | 15 de julho de 2016  | 0.205               |
| Kyle tenta se reajustar a uma vida normal na comunidade, mas um ataque de choque logo o obriga a questionar sua capacidade de simplesmente ignorar os eventos inexplicáveis que acontecem ao seu redor. John Anderson tenta realizar um exorcismo por conta própria, e começa a duvidar do sucesso de suas tentativas anteriores. Megan recebe uma ligação inesperada de Donnie, e descobre que Mark foi responsável por um ataque vicioso que poderia tê-lo deixado com danos cerebrais.                                                                                              |              |                                                                              |                |                   |                      |                     |
| 7 | 7            | "The Damage Done" "(O Dano Causado)" (BR)                                    | Leigh Janiak   | Nathaniel Halpern | 22 de julho de 2016  | 0.173               |
| O Dia da Lembrança em Rome revela ser uma vinda de idade para John Anderson, que ataca Sidney por causa do ataque que sofreu na noite anterior. Byron começa a suspeitar de que Lenny pode estar mostrando sinais de possessão demoníaca, então, ele pede para Kyle investigar. Megan tenta silenciar Donnie, mas, apesar de aceitar sua oferta de pagamento, decide a enganar e fazer acusações contra Mark. Allison descobre que Amber se lembra mais do que ela imaginava, e procura Kyle para conforto.                                                                            |              |                                                                              |                |                   |                      |                     |
| 8 | 8            | "What Lurks Within" "(O Que Se Esconde no Interior)" (BR)                    | Scott Winant   | Tony Basgallop    | 29 de julho de 2016  | 0.154               |
| Byron prende Sidney pelo ataque contra John Anderson, mas, por ter ficado estranhamente atraído pelo misterioso homem, Aaron oferece para ele um álibi para a noite do ataque, obrigando Byron a não ter outra escolha. Lenny finalmente revela a verdade sobre o campista misterioso. Tendo alienado seus paroquianos, John tenta fazer uma boa ação exorcizando Kat Ogden, mas descobre que Kyle não está mais disposto a apoiar suas tentativas. Kyle fica alarmado quando Megan começa a mostrar sinais de comportamento estranho.                                                 |              |                                                                              |                |                   |                      |                     |
| 9 | 9            | "Close to Home" "(Perto de Casa)" (BR)                                       | Howard Deutch  | Adam Targum       | 5 de agosto de 2016  | 0.146               |
| Mark oferece sua ajuda para Kyle para localizar Allison. John Anderson tenta recuperar o respeito de seus paroquianos, mas acaba ficando aparentemente isolado. Lenny e sua esposa decidem começar uma vida nova fora de Rome. Aaron continua usando sua amizade com Sidney para causar uma briga entre John Anderson e sua mãe. Megan descobre que está grávida, para a alegria de Mark. Mas, como seu comportamento estranho continua crescendo, um chocante rumo de acontecimentos deixa Mark lutando por sua vida.                                                                 |              |                                                                              |                |                   |                      |                     |
| 10 | 10           | "This Little Light" "(Esta Pequena Luz)" (BR)                                | Loni Peristere | Chris Black       | 12 de agosto de 2016 | 0.152               |
| Kyle atende ao pedido de ajuda de Amber, e descobre que Mark foi assassinado. Enquanto ele e John Anderson vão em busca de Megan, a esposa de Bryon é deixada cuidando das crianças, o que dá para Sidney a oportunidade perfeita para atrair Kyle até uma armadilha. Quando a verdade por trás dos trágicos acontecimentos que têm atormentado Rome finalmente começa a se revelar, Kyle luta para salvar o que resta de sua família. John decide acabar com o reinado de terror de Sidney de uma vez por todas, e queima sua casa, mas comete um erro trágico.                       |              |                                                                              |                |                   |                      |                     |